# تشيس بوكانان
تشيس بوكانان (بالإنجليزية: Chase Buchanan)‏ مواليد 4 يونيو 1991 في كولومبوس، هو لاعب كرة مضرب أمريكي يلعب باليد اليمنى ويحتل حالياً المرتبة رقم. 164 (18 مايو 2015) في تصنيف رابطة محترفي كرة المضرب. أعلى تصنيف له في الفردي كان المركز الـ 158 في سنة 2014.

## الخط الزمني للزوجي
مفتاح
| ف | ن | ن.ن | ر.ن | د# | د.م | ل | أ.أ | ت | غ | ب | ف | ذ | م.خ | ل.ت |

(ف) فاز بالبطولة (ن) وصل النهائي (ن.ن) نصف النهائي (ر.ن) ربع النهائي (د#) الأدوار الأربعة الأولى (د.م) دور المجموعات (ل) شارك في كأس ديفيز (أ.أ) خرج من الأدوار الاولى (ت) خسر التصفيات التأهيلية (غ) غاب عن الحدث أو البطولة (ب) حصل على ميدالية برونزية (ف) حصل على ميدالية فضية (ذ) حصل على ميدالية ذهبية (م.خ) بطولة الماسترز خُفضت إلى مرتبة أقل (ل.ت) البطولة لم تعقد في السنة المعينة.
لتجنب الارتباك وازدواجية الحساب، يتم تحديث هذه المعلومات إما في نهاية البطولة، أو عندما تكون مشاركة اللاعب في البطولة قد انتهت.
| دورات الجراند سلام |     |     |     |     |     |     |
| أستراليا المفتوحة  |     |     |     |     |     | 0–0 |
| فرنسا المفتوحة     |     |     |     |     |     | 0–0 |
| بطولة ويمبلدون     |     |     |     |     |     | 0–0 |
| أمريكا المفتوحة    | د1  |     |     |     | د1  | 0–2 |
| فوز-خسارة          | 0-1 | 0–0 | 0–0 | 0–0 | 0–1 | 0–2 |

## روابط خارجية
- تشيس بوكانان على موقع رابطة محترفي التنس (الإنجليزية)
- تشيس بوكانان على موقع الاتحاد الدولي لكرة المضرب (الإنجليزية)
- تشيس بوكانان على موقع خلاصة التنس.كوم (الإنجليزية)
- تشيس بوكانان على موقع إي إس بي إن.كوم (الإنجليزية)